# Bunsen (cràter)

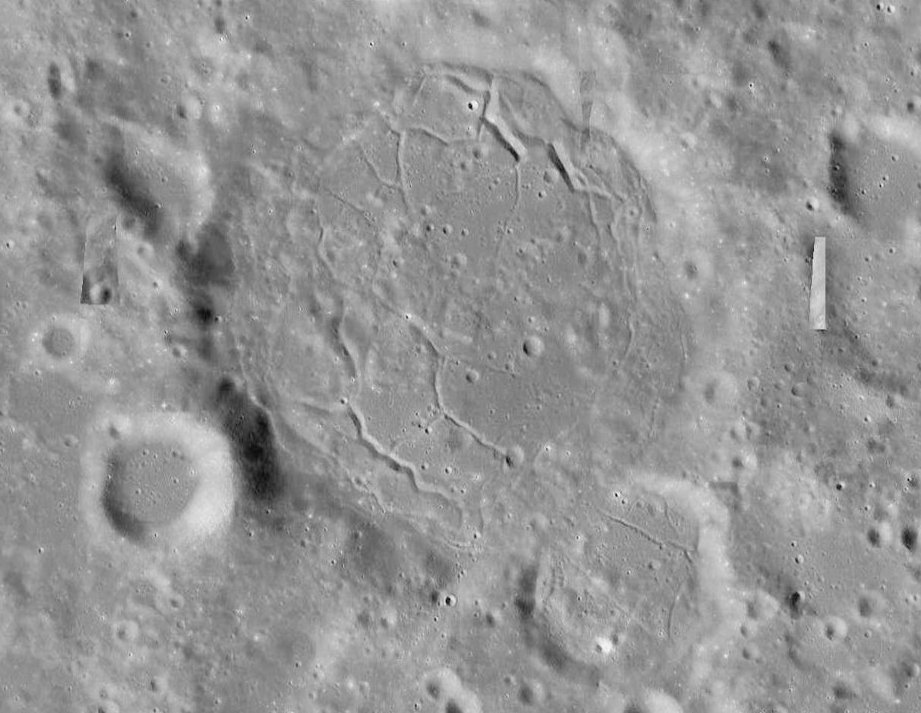
Fotografia de la missió Lunar Reconnaissance Orbiter

Bunsen és un cràter d'impacte que es troba prop de l'extremitat nord-oest de la Lluna, situat a l'oest del Oceanus Procellarum i del cràter von Braun. Al sud-est apareix el cràter Lavoisier, i al nord-est es troba Gerard. Al nord-oest de Bunsen, en la cara oculta de la Lluna, està situat McLaughlin. A causa de la seva posició, aquest cràter apareix en escorç vist des de la Terra, i la seva visibilitat es veu afectada per la libració.

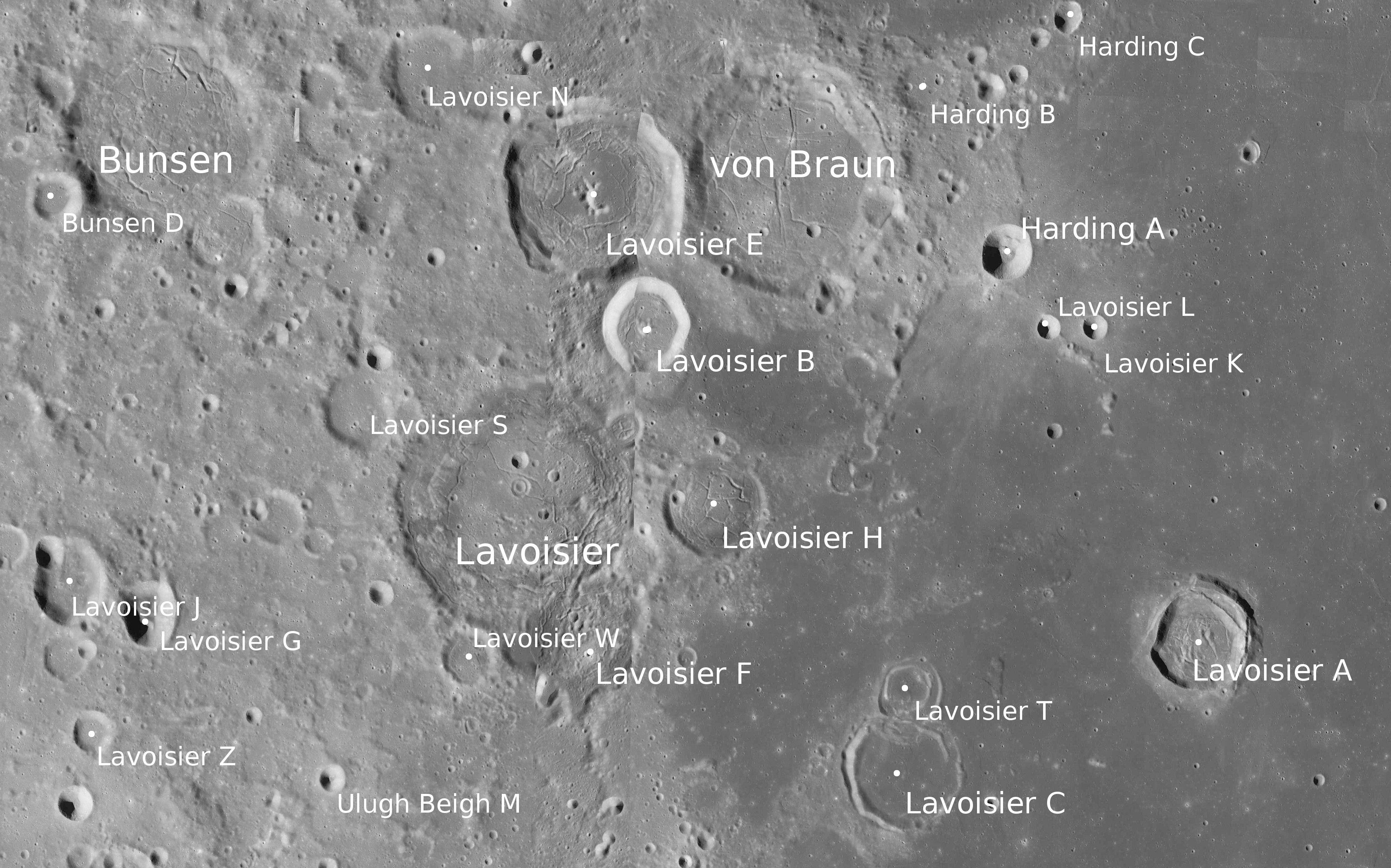
Fotografia de la missió Lunar Reconnaissance Orbiter. Bunsen, a dalt a l'esquerra.

Aquest cràter s'ha desgastat i erosionat considerablement per impactes posteriors, deixant una formació que ha estat descrita com pràcticament desintegrada. La part més intacta de la vora se situa al llarg del costat nord-est. Hi ha una formació més petita, com un cràter que envaeix la vora del sud-est. Dins del cràter, el sòl està marcat per petits impactes, i té un sistema d'esquerdes, amb esquerdes entrecreuades prop dels bords nord i sud. Hi ha una lloma prop de l'escaira sud-oest de l'interior.

## Cràters satèl·lit
Per convenció aquests elements són identificats en els mapes lunars posant la lletra en el costat del punt central del cràter que està més prop de Bunsen.
|        | \| Bunsen \| Coordenades \| Diàmetre \| \| ------ \| ------------------------------------ \| -------- \| \| A \| 43° 12′ N, 88° 54′ O / 43.2°N,88.9°O \| 39 km \| \| B \| 44° 12′ N, 88° 12′ O / 44.2°N,88.2°O \| 20 km \| \| C \| 44° 12′ N, 90° 00′ O / 44.2°N,90.0°O \| 18 km \| \| D \| 40° 54′ N, 86° 54′ O / 40.9°N,86.9°O \| 14 km \| |          |
| Bunsen | Coordenades | Diàmetre |
| A      | 43° 12′ N, 88° 54′ O / 43.2°N,88.9°O | 39 km    |
| B      | 44° 12′ N, 88° 12′ O / 44.2°N,88.2°O | 20 km    |
| C      | 44° 12′ N, 90° 00′ O / 44.2°N,90.0°O | 18 km    |
| D      | 40° 54′ N, 86° 54′ O / 40.9°N,86.9°O | 14 km    |